# Al-Mustanjid (Abbasside)
Pour les articles homonymes, voir Al-Mustanjid.
Abû al-Muzaffar al-Mustanjid bi-llah Yûsuf ben Muhammad al-Muqtafî, surnommé Al-Mustanjid, est né en 1116. Il succède à son père Al-Muqtafî comme trente-deuxième calife abbasside de Bagdad en 1160. Il est démis de ses fonctions en 1170, son fils Al-Mustadhi lui succède. Il meurt en 1170.

## Biographie
Une des veuves d’Al-Muqtafî aurait voulu que son fils soit le prétendant au califat. Elle eut le soutien de quelques émirs et elle arma ses esclaves femmes de poignards pour tuer le nouveau Calife lorsqu’il irait voir le cadavre de son père. Al-Muqtafî eut vent de ce complot, il attaqua les femmes et mit le fils rebelle et sa mère en prison.
Il n’y a pas grand-chose à dire sur le règne d’Al-Mustanjid. Il a continué à occuper une position plus ou moins indépendante de son vizir et de sa cour.
Pendant ce temps Nûr ad-Dîn (Noradin) et Sâlah ad-Dîn (Saladin) menaient des campagnes victorieuses non seulement contre les croisés mais aussi contre les Fatimides d’Égypte.

### Documentation externe
- (ar)  العباسيون/بنو العباس في بغداد Les Abbassides de Bagdad
- (ar) السلاجقة/آل سلجوق في العراق Les Seldjoukides en Irak
- (en) The Caliphate, its rise, decline and fall, by William Muir Chapter LXXVI, Buweihid Dynasty, Bagdad under Seljuks, Toghril Beg, Al-Muktadi and four following Caliphs, Crusades, Capture of Jerusalem, End of Fatimids
- Dictionnaire historique de l'islam, Janine et Dominique Sourdel, Éd. PUF,  (ISBN 978-2-13-054536-1)